# Argirios Giannikīs
Argirios Giannikīs (in greco Αργύριος Γιαννίκης?; Norimberga, 9 luglio 1980) è un allenatore di calcio greco con cittadinanza tedesca.

## Palmarès

### Club

#### Competizioni nazionali
- Souper Ligka Ellada 2: 1

PAS Giannina: 2019-2020